# Gama (Brasil)
Gama es una región administrativa del Distrito Federal brasileño.

## Historia
Sede de la región administrativa de Gama, la ciudad fue fundada el 12 de octubre de 1960. Su población es de aproximadamente 130 000 habitantes.
Posee centros comerciales, red de supermercados, bancos y hospital, además de una gran y fuerte área industrial. 
Posee diferentes instituciones educativas a nivel básico y medio, así como un campus de la Universidad de Brasilia y otras universidades que ofrecen, entre otros cursos, medicina, contabilidad, letras, física y química, pedagogía, matemática, etc.
En su territorio se encuentra el Catetinho, la primera residencia oficial del presidente Juscelino Kubitschek cuando la capital, Río de Janeiro, fue trasladada a Brasilia.